# Mantovani

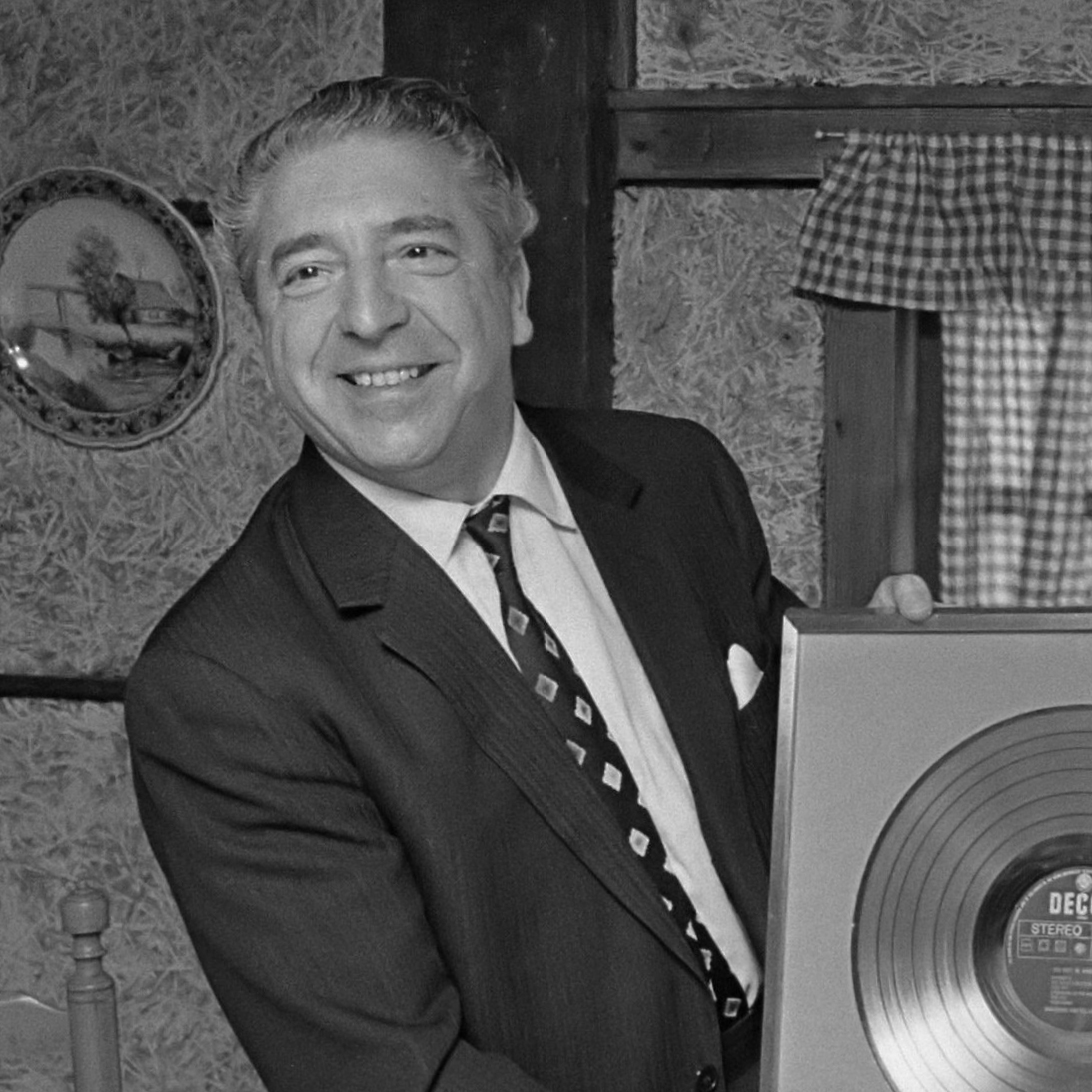
Mantovani (1970)

Annunzio Paolo Mantovani (* 15. November 1905 in Venedig, Italien; † 29. März 1980 in Royal Tunbridge Wells, Kent, Großbritannien), bekannter einfach als Mantovani, war ein italienischer Orchesterleiter, der in England wirkte und mit einem eigenen Orchester und einem eigenen Stil (sog. „Cascading Strings“) großen Erfolg hatte.

## Leben
Er wurde in ein musikalisches Elternhaus geboren. Sein Vater war erster Violinist an der Mailänder Scala bei Arturo Toscanini und später langjähriger Konzertmeister am Royal Opera House Covent Garden in London, wohin die Familie 1912 gezogen war. „Monty“, wie er von seinen Freunden genannt wurde, erhielt Geigenunterricht durch seinen Vater und studierte zwei Jahre lang Musik und Kontrapunkt am Trinity College of Music. Auch nach dem Studium spielte die Familie eine große Rolle in frühen Erfolgen seines „Tipica Orchestra“. Er nahm sogar Musikstücke mit seinem Vater als Musiker im Orchester und seiner Schwester als Gesangssolistin auf.
In einem seiner frühen Orchester spielte auch der Theaterorganist, Arrangeur und Komponist Ronald Binge mit: Sein nur kurzes Stück "Sailing By" wurde eine bekannte Komposition, und auch seine Elisabethserenade trug zum großen Erfolg von Mantovanis Orchester bei. Binge half Mantovani bei der Ausarbeitung eines eigenen Musikstils, der im Englischen „Cascading Strings“ genannt wird und auf einem durcharrangierten (also ohne aufnahmetechnische Mittel erzeugten) Nachhalleffekt mittels sich überlappender Streicherstimmen beruht. Diesen Mantovani-Sound hatte man für einen amerikanischen Auftrag zur Produktion langsamer Walzer entwickelt, und dieser Sound wurde zu seinem Markenzeichen. Der wohl größte Erfolg in diesem Stil wurde 1951 der von Ernö Rapée und Lew Pollack komponierte Instrumentaltitel Charmaine. Auch die Interpretation von Greensleeves, einem Traditional arrangiert von Binge, wurde ein großer Erfolg, und Mantovani war so von diesem Titel begeistert, dass er sogar seinen Wohnsitz danach benannte. Lange in den Billboard-Charts waren 1957 Around The World, 1960 das Filmthema aus The Sundowners und 1961 das Thema aus Exodus. Unzählige Plattenveröffentlichungen und Konzerte machten aus Mantovani einen wohlhabenden Mann.
Außer für die Konzerthallen war Mantovani auch für das Theater tätig und produzierte unter anderem Arrangements für Noël Coward. Er wirkte auch in Spielfilmen mit, so im deutschen Musikfilm Gitarren der Liebe (1954) neben Vico Torriani und Harald Juhnke und in Ein Herz voll Musik (1955), ebenfalls mit Vico Torriani und Boy Gobert.
Mantovanis Piccolo Bolero (im Stil an Maurice Ravel angelehnt) wurde von Loriot zur Untermalung des Drei-Minuten-Sketches Das Bild hängt schief verwendet.
Mantovani war mit Winifred Kathleen Moss verheiratet und hatte zwei Kinder.

## Diskografie

### Alben
| Jahr | Titel Musiklabel Katalog-Nr.                                        | Höchstplatzierung, Gesamtwochen/‑monate, AuszeichnungChartplatzierungen (Jahr, Titel, Musiklabel Katalog-Nr., Platzierungen, Wochen/Monate, Auszeichnungen, Anmerkungen) | Höchstplatzierung, Gesamtwochen/‑monate, AuszeichnungChartplatzierungen (Jahr, Titel, Musiklabel Katalog-Nr., Platzierungen, Wochen/Monate, Auszeichnungen, Anmerkungen) | Höchstplatzierung, Gesamtwochen/‑monate, AuszeichnungChartplatzierungen (Jahr, Titel, Musiklabel Katalog-Nr., Platzierungen, Wochen/Monate, Auszeichnungen, Anmerkungen) | Anmerkungen                  |
| Jahr | Titel Musiklabel Katalog-Nr.                                        | DE | UK | US | Anmerkungen                  |
| ---- | ------------------------------------------------------------------- | --- | --- | --- | ---------------------------- |
| 1952 | A Collection of Favorite Waltzes –                                  | — | — | US8 (1 Wo.)US |                              |
| 1953 | The Music of Victor Herbert London LL 746                           | — | — | US1 (14 Wo.)US |                              |
| 1954 | Christmas Carols London LL913                                       | — | — | US3 Gold · (25 Wo.)US |                              |
| 1955 | Song Hits from Theatreland London LL 1219                           | — | — | US8 Gold · (13 Wo.)US |                              |
| 1955 | The Music of Rudolf Friml London LL 1150                            | — | — | US13 (2 Wo.)US |                              |
| 1955 | Waltz Time –                                                        | — | — | US14 (2 Wo.)US |                              |
| 1956 | Waltzes of Irving Berlin London 166                                 | — | — | US12 (7 Wo.)US |                              |
| 1957 | Film Encores London 124                                             | — | — | US1 Gold · (231 Wo.)US |                              |
| 1958 | Mantovani Plays Tangos –                                            | — | — | US22 (1 Wo.)US |                              |
| 1958 | Gems Forever… London 106                                            | — | — | US5 Gold · (104 Wo.)US |                              |
| 1958 | Strauss Waltzes London LL 685                                       | — | — | US7 Gold · (68 Wo.)US |                              |
| 1959 | Continental Encores London 147                                      | — | UK4 (12 Wo.)UK | US13 (46 Wo.)US |                              |
| 1959 | Mantovani Stereo Showcase –                                         | — | — | US6 (11 Wo.)US |                              |
| 1959 | Film Encores, Vol. 2 London 164                                     | — | — | US14 (26 Wo.)US |                              |
| 1959 | All-American Showcase –                                             | — | — | US8 (18 Wo.)US |                              |
| 1959 | Christmas Music –                                                   | — | — | US8 (12 Wo.)US |                              |
| 1960 | The American Scene London 182                                       | — | — | US11 (30 Wo.)US |                              |
| 1960 | Songs To Remember London 193                                        | — | — | US21 (53 Wo.)US |                              |
| 1960 | Mantovani Plays Music from Exodus and Other Great Themes London 224 | — | — | US2 Gold · (71 Wo.)US |                              |
| 1961 | Concert Spectacular Decca LK4377                                    | — | UK16 (2 Wo.)UK | — |                              |
| 1961 | Operetta Memories London 202                                        | — | — | US22 (12 Wo.)US |                              |
| 1961 | Italia Mia London 232                                               | — | — | US8 (50 Wo.)US |                              |
| 1961 | Themes from Broadway London 242                                     | — | — | US29 (10 Wo.)US |                              |
| 1962 | Songs Of Praise London 245                                          | — | — | US83 (8 Wo.)US |                              |
| 1962 | American Waltzes London 248                                         | — | — | US8 (26 Wo.)US |                              |
| 1962 | Moon River and Other Great Film Themes London 249                   | — | — | US24 (15 Wo.)US |                              |
| 1963 | Stop the World – I Want to Get Off / Oliver! London 270             | — | — | US136 (4 Wo.)US |                              |
| 1963 | Classical Encores London 269                                        | — | — | US41 (12 Wo.)US |                              |
| 1963 | Latin Rendezvous London 295                                         | — | — | US10 (18 Wo.)US |                              |
| 1963 | Mantovani/Manhattan London 328                                      | — | — | US51 (22 Wo.)US |                              |
| 1964 | Kismet –                                                            | — | — | US134 (3 Wo.)US |                              |
| 1964 | Folk Songs Around The World London 360                              | — | — | US135 (6 Wo.)US |                              |
| 1964 | The Incomparable Mantovani London 392                               | — | — | US37 (43 Wo.)US |                              |
| 1965 | The Mantovani Sound – Big Hits From Broadway And Hollywood –        | — | — | US26 (31 Wo.)US |                              |
| 1965 | Mantovani Olé London 422                                            | — | — | US41 (21 Wo.)US |                              |
| 1966 | Mantovani Magic London 448                                          | — | UK3 (15 Wo.)UK | US23 (26 Wo.)US |                              |
| 1966 | Mr. Music London 474                                                | — | UK24 (3 Wo.)UK | US27 (35 Wo.)US |                              |
| 1967 | Mantovani’s Golden Hits London 483                                  | — | UK10 (35 Wo.)UK | US53 Gold · (33 Wo.)US |                              |
| 1967 | Hollywood London 516                                                | — | UK37 (1 Wo.)UK | US49 (22 Wo.)US |                              |
| 1968 | The Mantovani Touch London 526                                      | — | — | US64 (25 Wo.)US |                              |
| 1968 | Tango London 532                                                    | — | — | US148 (7 Wo.)US |                              |
| 1968 | Mantovani...Memories London 542                                     | — | — | US143 (7 Wo.)US |                              |
| 1969 | The Mantovani Scene London 548                                      | — | — | US73 (17 Wo.)US |                              |
| 1969 | The World of Mantovani London 565                                   | — | UK6 (32 Wo.)UK | US92 (17 Wo.)US |                              |
| 1969 | Ein Klang verzaubert Millionen Decca S 16797-P                      | DE5 (6 Mt.)DE | — | — | Mantovani und sein Orchester |
| 1969 | The World of Mantovani Vol.2 Decca SPA36                            | — | UK4 (19 Wo.)UK | — |                              |
| 1970 | Mantovani Today London 572                                          | — | UK16 (9 Wo.)UK | US77 (24 Wo.)US |                              |
| 1970 | Mantovani In Concert London 578                                     | — | — | US167 (3 Wo.)US |                              |
| 1971 | From Monty, With Love London 585–586                                | — | — | US105 (15 Wo.)US |                              |
| 1971 | To Lovers Everywhere U.S.A. –                                       | — | — | US150 (9 Wo.)US |                              |
| 1972 | To Lovers Everywhere London PS 598                                  | — | UK44 (1 Wo.)UK | — |                              |
| 1972 | Annunzio Paolo Mantovani London XPS 610                             | — | — | US156 (12 Wo.)US |                              |
| 1979 | Ein Traum für zwei Decca 6.24000                                    | DE7 (10 Wo.)DE | — | — |                              |
| 1979 | 29 Golden Greats Mantovani Warwick WW5067                           | — | UK9 Platin · (13 Wo.)UK | — |                              |
| 1985 | Mantovani Magic K-tel, NA603                                        | — | UK52 (3 Wo.)UK | — |                              |
| 2010 | The Magic of Decca 5326904                                          | — | UK23 (3 Wo.)UK | — |                              |

grau schraffiert: keine Chartdaten aus diesem Jahr verfügbar

### Singles
| Jahr | Titel Album                                            | Höchstplatzierung, Gesamtwochen/‑monate, AuszeichnungChartplatzierungen (Jahr, Titel, Album, Platzierungen, Wochen/Monate, Auszeichnungen, Anmerkungen) | Höchstplatzierung, Gesamtwochen/‑monate, AuszeichnungChartplatzierungen (Jahr, Titel, Album, Platzierungen, Wochen/Monate, Auszeichnungen, Anmerkungen) | Höchstplatzierung, Gesamtwochen/‑monate, AuszeichnungChartplatzierungen (Jahr, Titel, Album, Platzierungen, Wochen/Monate, Auszeichnungen, Anmerkungen) | Anmerkungen                   |
| Jahr | Titel Album                                            | DE | UK | US | Anmerkungen                   |
| ---- | ------------------------------------------------------ | --- | --- | --- | ----------------------------- |
| 1951 | Charmaine Waltz Time                                   | DE26 (2 Mt.)DE | — | US10 (19 Wo.)US | Charteinstieg in DE erst 1954 |
| 1952 | White Christmas Christmas Carols                       | — | UK6 (3 Wo.)UK | — |                               |
| 1952 | The Song From The Moulin Rouge Romantic Melodies       | DE6 (3 Mt.)DE | UK1 (23 Wo.)UK | US13 (5 Wo.)US | Charteinstieg in DE erst 1954 |
| 1952 | Swedish Rhapsody Romantic Melodies                     | — | UK2 (18 Wo.)UK | — |                               |
| 1954 | Cara Mia                                               | — | UK1 (25 Wo.)UK | US10 (18 Wo.)US | mit David Whitfield           |
| 1955 | Beyond The Stars Cara Mia                              | — | UK8 (9 Wo.)UK | — | mit David Whitfield           |
| 1955 | Lonely Ballerina Musical Modes                         | — | UK16 (4 Wo.)UK | — |                               |
| 1955 | When You Lose The One You Love Cara Mia                | — | UK7 (11 Wo.)UK | US62 (8 Wo.)US | mit David Whitfield           |
| 1957 | Around The World Film Encores, Vol. 2                  | — | UK20 (4 Wo.)UK | US25 (32 Wo.)US |                               |
| 1960 | (Theme From) The Sundowners Great Theme Music          | — | — | US93 (1 Wo.)US |                               |
| 1961 | Main Theme from Exodus (Ari’s Theme) Great Theme Music | — | — | US31 (13 Wo.)US |                               |

grau schraffiert: keine Chartdaten aus diesem Jahr verfügbar

## Auszeichnungen für Musikverkäufe
| Goldene Schallplatte - Kanada - 1978: für das Album Mantovani’s Golden Hits |

Anmerkung: Auszeichnungen in Ländern aus den Charttabellen bzw. Chartboxen sind in ebendiesen zu finden.
| Land/RegionAuszeichnungen für Musikverkäufe (Land/Region, Auszeichnungen, Verkäufe, Quellen) | Gold     | Platin  | Verkäufe  | Quellen         |
| -------------------------------------------------------------------------------------------- | -------- | ------- | --------- | --------------- |
| Kanada (MC)                                                                                  | Gold1    | —       | 50.000    | musiccanada.com |
| Vereinigte Staaten (RIAA)                                                                    | 7× Gold7 | —       | 3.500.000 | riaa.com        |
| Vereinigtes Königreich (BPI)                                                                 | —        | Platin1 | 300.000   | bpi.co.uk       |
| Insgesamt                                                                                    | 8× Gold8 | Platin1 |           |                 |